# Guylain Bonzolé Mololo
Pas d'image ? Cliquez ici

a Compétitions nationales et continentales officielles uniquement.

b Matchs officiels uniquement.
Dernière mise à jour le 30 novembre 2021.
Guylain Bonzolé Mololo, né le 3 mars 1980 à Kinshasa (Zaïre), est un joueur de rugby à XV français et congolais qui évolue au poste de pilier (1,84 m pour 113 kg).

## Carrière
- 1995 - 1999 : US Colomiers (junior) ;
- 1999 - 2002 : US Montauban (junior) ;
- 2002 - 2003 : US Montauban ;
- 2003 - 2004 : Stade français Paris ;
- 2004 - 2007 : RC Narbonne ;
- 2007 - 2008 : FC Auch ;
- 2008 - 2012 : RC Orléans ;
- 2012 - 2013 : AS Mâcon ;
- 2013 - 2014 : CS Vienne ;
- 2014 - 2016 : C' Chartres Rugby ;
- 2016 - 2018 : RC Meaux.

## Palmarès
- International congolais.